# Lithobiomorpha
Lithobiomorpha é uma ordem de miriápodes composta por pequenas centopéias chatas e de corpo forte. Vivem em fendas escavadas.
A placa coxoesternal é dividida. Os machos tem glândulas coxais nos últimos 4 pares de pernas que servem para a absorção de água. O corpo é reforçado por placas tergíticas longas e curtas. Não se alimentam se forem privados de suas antenas. As trocas gasosas e a excreção se dão pelos espiráculos laterais e pareados.
Têm um par de órgãos de Tomösvary nas antenas e na cabeça, que são usados para a detecção de vibrações e controle de umidade. O último par de pernas tem função sensitiva modificados para parecer antenas posteriores.
Têm desenvolvimento anamorfico, ou seja, só tem uma parte do complemento dos segmentos dos adultos.